# Laval-Pradel
Laval-Pradel este o comună în departamentul Gard din sudul Franței. În 2009 avea o populație de 1.174 de locuitori.

## Evoluția populației
| An        | 1975  | 1982  | 1990  | 1999  | 2006  | 2009  |
| --------- | ----- | ----- | ----- | ----- | ----- | ----- |
| Populație | 1.218 | 1.166 | 1.026 | 1.033 | 1.077 | 1.174 |